# シーヴァ (モータルコンバット)
シーヴァ（Sheeva）はミッドウェイゲームズとNetherRealm Studiosの対戦型格闘ゲーム『モータルコンバット』シリーズに登場する架空の人物。初出は「Mortal Kombat 3」。
4本の腕と巨大な体格といった特徴を持つ半人半竜の種族「ショカン（Shokan）」の戦士。これまでのショカンは中ボスとして登場していたが、「MK3」で初となる使用可能なショカンのキャラクターとして登場した。外界の戦士として戦っているが、外界の支配者よりも自分の種族に忠誠を誓っている。2011年のリブート版以降の時間軸ではショカンの女王の座に就いた。
ゲーム以外では、1997年の映画『モータルコンバット2』など、様々なメディアミックス作品に登場している。シリーズでの登場回数が少ないこともあり、評価は賛否が分かれている。

## キャスト
演
- マージーン・ホールデン（映画『モータルコンバット2』）

担当声優
- ドーン・ルイス（TVアニメ『Mortal Kombat: Defenders of the Realm』）
- ロリ・マクレーン（『Mortal Kombat: Armageddon』）
- ラニ・ミネラ（『Mortal Kombat（2011年）』）
- ヴァネッサ・マーシャル（『Mortal Kombat 11』）

モーションキャプチャー
- ラニ・ミネラ（『Mortal Kombat（2011年）』）
- Nik Stewart（『Mortal Kombat 11』）

フェイスモデル
- Nik Stewart（『Mortal Kombat 11』）

## 登場作品

### ゲーム
シーヴァは外界に住む地底人の古代種族ショカンの一員である。種族の同胞たちと同様、長身で筋肉質、赤目、4本の腕に3本の指、合計12本の指、両足に2本の指を持つ。ただし、頭に角が生えているのは彼女だけに見られる特徴である。「Mortal Kombat 3」では、外界の皇帝シャオ・カーンが人間界（Earthrealm）侵略の第一歩としてエデニア（Edenia）の女王シンデルを復活させ、シーヴァを彼女の護衛に任命している。しかし、カーンがショカンと長年敵対している種族ケンタウリアン（Centaurian）のモタローを殲滅部隊の指揮官に任命したため、彼女は不信感を抱くようになる。人間界では皇帝の下で行動していたが、外界に帰還した折、シャオカーンがショカンを裏切って攻撃を仕掛けてきたことを知り、ショックを受ける。彼女は仲間のショカンとともにカーンの戦士と戦った。カーンが人間界の戦士に敗れ、軍隊を呼び戻したとき、シーヴァはこの機会にモタローに復讐する。数日後、彼女はモタローが彼の味方である人間界のカノウを回復させたことを知ったが、その目的はカノウが人間界の戦士ソニア・ブレイドを倒せなかったためにカーンの怒りを買い、彼を監禁するためであった。その後、モタローとカーンの殺害を企てたシーヴァはカノウを解放し、協力を要請した。2人は宮殿へと赴くが、シーヴァはカノウに裏切られ、カーンに彼の命が狙われていることを知らせ、彼女を危険に晒した。「Mortal Kombat: Armageddon」のKonquestではネザーレルム（Netherrealm）にて、堕落した旧神（Elder God）のシノックの支配を覆そうとする悪魔の軍団の中にシーヴァの幻影が見える。
2011年のリブート作品「Mortal Kombat」ではシャオ・カーンの護衛兼看守として登場。何人かの戦士と戦ったが全敗している。「Mortal Kombat 11」では味方として登場し、後にDLCとして配信された。過去から来たキタナは復活したシャオ・カーンに対してコータル・カーンを治療するよう説得した時に初めて姿を現した。シーヴァは確実に勝てる見込みが無ければシャオ・カーンとの戦いに参加しようとせず、バラカと彼の率いる飢刃一族（Tarkatan）の説得を条件に掲示した。キタナがこれを達成した後、シーヴァはコータルの処刑を阻止するためにコロシアムの襲撃に同行。その後、キタナはコータルからカーンの座を譲位され、シーヴァは彼女の補佐官の1人となる。 ネザーレルムにて、時の番人クロニカの軍との最後の戦いに参加し、キタナと彼女の同盟はクロニカの砦に進む。 DLCストーリー「Aftermath」では、シンデルとの血の誓いを利用し、クロニカの魂の冠を取り戻すためにタイムトラベルしてきたシャン・ツンに協力し、火の神のリュウ・カンが歴史を修復できる状態にした。また、シーヴァはシンデルの蘇生に協力し、彼女もまた協力者となる。 しかし、シンデルの裏切りを知ったシーヴァは、彼女を止めようとしたが敗北した。

### メディアミックス作品
1997年の映画『モータルコンバット2』では脇役として登場し、マージーン・ホールデンが演じた。撮影台本とノベライズ版では、ライデンとの戦闘シーンの後にシーヴァは殺されているが、当該シーンは放映されず、代わりにライデンが2体のRaptorと戦うシーンが存在し、シーヴァは落下した檻に押しつぶされるという結末を迎えた。
アニメシリーズ「Mortal Kombat: Defenders of the Realm」にも登場し、ライデンを長年敵対視している。声優はドーン・ルイスが務めた。 
2015年にDCコミックスで連載された「MKX」の前日譚を描いた連続シリーズ「Mortal Kombat X: Blood Ties」では、旧支配者King Gorbakの死後、コータル・カーンとの平和条約を締結し、キンタローによってショカンの現在の指導者として戴冠した。キンタローはハヴィックに憑依されたソニアに殺されており、シーヴァは彼の死を嘆いていた。

## ゲーム上の特徴
ヒンドゥー教の破壊神シヴァに由来する名前を持つシーヴァは、ゴローのプレイアブル版を望むファンの要望により、シリーズに登場した。 「UMK3」のSNES版とSega Genesis版では容量の都合でカットされたが、SNES版ではバグキャラクターとして使用できる。
「MKT」以降、「MK:A」までプレイアブルキャラクターとして登場せず、実質的なカメオ出演もなかった。「MKT」以降の彼女の運命は「Mortal Kombat: Deadly Alliance」のKonquestのテキストで明らかにされている。「MK:A」のアーケードモードでは、ブレイズとの最終決戦の前に中ボスとして登場することがあった。また、彼女はショカンの中で唯一空中コンボが可能である。

## 批評
2011年、Wirtualna Polskaはゲームにおける女性悪役トップ10に取り上げ、「異形の美しさと、異形の体のパーツは愛好家にとってさぞかし魅力的に映るだろう」とコメントしている（"an attraction for connoisseurs of unusual beauty and even more unusual quantities of the various parts of the body."）」。2012年、UGO.comが公開した「Top 50 Mortal Kombat Characters」で第28位にランクイン。 2010年、Game Informer'は「MK9」に出てほしくないキャラクターの1人として挙げ、「地面を叩く技はそれなりに格好いいが、彼女は本シリーズで特に目立った役割を果たすこともなく、何もしてこなかった（"despite a somewhat cool ground-pound move, she was an addition to the series that never really served a purpose or did anything particularly noteworthy."）」と述べている。
シーヴァはいくつかの出版物でモータルコンバットシリーズの最高のフィニッシュムーブに関するリストに掲載された。1996年、彼女のフェイタリティ「Skin Rip」はGameProの読者から「MK3」のお気に入りの技として最も多くの票を獲得した。 2010年、IGNは「MK3」における「Manly Forearms」を3番目に優れたフェイタリティとしてランク付けしている 2012年、GameFrontは2011年の「Mortal Kombat」におけるフェイタリティ「Stripped Down」を全シリーズ中第3位にランクインさせており、Pasteは、同作におけるもう1つのフェイタリティを9位にランクインさせた。